# Tajuria caelurea
Tajuria caelurea är en fjärilsart som beskrevs av Nire 1920. Tajuria caelurea ingår i släktet Tajuria och familjen juvelvingar. Inga underarter finns listade i Catalogue of Life.